# Hôtel Lacépède
L'hôtel Lacépède est situé place Armand-Fallières, entre la rue Palissy, la rue Montesquieu et la rue Lacépède, à Agen, dans le département de Lot-et-Garonne.

## Historique
En 1763, à cet emplacement se trouve une maison qui tombe en ruine, à proximité des remparts de la ville et de la porte Neuve. M. Guiton de Monrepos la fait démolir. Cependant, ne pouvant financer sa reconstruction il vend le bien à M. de Viguié en 1765. Ce dernier entreprend alors la construction d’un hôtel particulier, mais le terrain étant trop grand pour ce qu'il voulait occuper, il le sépare en deux lots. Il conserve un lot sur lequel il fait construire l'édifice qui est devenu la maison Laforre et il cède l'autre à Jean-Joseph Médard, comte de La Ville, père de  Bernard-Germain de Lacépède. 
Monsieur de Laville a fait achever son hôtel particulier adossé aux remparts en 1771. Le jeune Lacépède y passe son enfance dans une maison où se croise la meilleure société agenaise.
Après la mort de son père, Lacépède vend en viager l'hôtel le 22 juin 1785 à un fabricant d'indiennes, Jean-François Dulcide Darribeau aîné. Mais les affaires de ce dernier ayant eu à souffrir de la Révolution, il cède l'hôtel à Lacépède. Lui-même ne souhaitant pas rester à Agen, il revend l'hôtel en 1801 à Jean-François, duc de Narbonne-Lara (1718 - 1806), qui l'a conservé jusqu'à sa mort.
Le département de Lot-et-Garonne cherche après le concordat un bâtiment pour loger son nouvel évêque, Mgr Jacoupy. Les héritiers du duc de Narbonne-Lara ont alors vendu l'hôtel Lacépède au département. En 1807, Napoléon signe le décret impérial faisant de l’hôtel Lacépède le palais épiscopal de l’évêque d’Agen. Il le reste jusqu'en 1907. L'évêque d'Agen a fait construire une nouvelle résidence près de l'église du Sacré-Cœur en 1902.
Le département a cédé l'hôtel à la ville d'Agen 1923 qui y installe une école de musique en 1924 ainsi que le receveur municipal et des services départementaux jusqu’en 1938. Le cours complémentaire de jeunes filles Henri-Martin y est transféré en 1938 qui prend le nom de Lacépède en 1958. En 1960, il devient collège d'enseignement général en 1960.
Finalement, le manque de place suffisante dans ce collège pour accueillir les élèves va entraîner son déplacement. En 1975, la municipalité du docteur Pierre Esquirol (1908-1981) décide d'y transférer la bibliothèque municipale en 1975 placée sous la direction d'Anne-Marie Labit (1930-2013), mariée au docteur Esquirol, et conservatrice du musée des beaux-arts d'agen jusqu'en 1992.
Entre 2009 et 2011, la bibliothèque municipale d'Agen est entièrement rénovée. Elle devient la médiathèque municipale.